# Шепель, Анатолий Николаевич
Анатолий Николаевич Шепель (род. 12 ноября 1949, Киев, Украинская ССР, СССР) — советский футболист, нападающий. Мастер спорта СССР.

## Биография
Воспитанник футбольной школы «Темп» (с 1960) и школы «Динамо» (Киев) (с 1962 года). Окончил механико-математический факультет Киевского университета.
В 1968 (по июнь) — в составе команды «Прогресс» (Бердичев, Житомирская область). С 1968 (с июля) по 1970 выступал за «Автомобилист» (Житомир).
В 1971 году перешёл в одесский «Черноморец», где за три сезона отыграл 111 матчей, забил 68 мячей, и дважды (1972, 1973) входил в списки лучших футболистов УССР. Особенно Анатолию Шепелю удался сезон 1973 года, когда он забил 38 голов в чемпионате СССР среди команд 1-й лиги.
Эти успехи были замечены селекционерами киевского «Динамо», где он и провёл сезон 1974 года, где в 20 матчах забил 1 гол, и вошёл в список лучших футболистов УССР (1974). В 1975 году перешёл в московское «Динамо». За два года в новом клубе забил 14 мячей в 39 играх.
В 1978 году вернулся в «Черноморец» (Одесса), где провел два сезона.
За сборную СССР сыграл 1 матч в 1974 году. Также провёл 2 матча в победном для «Динамо» (Киев) сезоне 1974/75 в Кубке Кубков.
Завершил игровую карьеру в 30 лет. Главный тренер команды «Строитель» Припять (Киевская область) — 1980—1981.
Начальник команды ветеранов «Динамо» (Киев) с 1990 года. С 1995 года директор футбольной школы ДЮФШ «Динамо» Киев им. Валерия Лобановского.

## Достижения
- Чемпион СССР: 1974, 1976 (весна)
- Обладатель Кубка СССР: 1974
- Бронзовый призёр чемпионата СССР: 1975
- В списках лучших футболистов УССР: 1972, 1973, 1974
- Медаль «За труд и победу» (2004)[4]
- Орден «За заслуги» ІІІ степени (2015)[5]
- Орден «За заслуги» ІІ степени (2020)[6]